# Гербольдт, Катарина Александровна
Катари́на Алекса́ндровна Гербо́льдт (род. 28 марта 1989 года, Ленинград, СССР) — российская фигуристка, выступавшая в женском одиночном катании. Чемпионка России среди юниоров 2008 года, бронзовый призёр чемпионата России 2009 года. С весны 2010 по 2014 год выступала в парном катании с партнёром Александром Энбертом. Мастер спорта России международного класса. Завершила карьеру в 2015 году.

## Карьера
В сезоне 2008—2009 годов Катарина Гербольдт была заявлена на этапы серии Гра-при «Cup of Russia» и «NHK Trophy», однако в Москве она выступить не смогла из-за болезни, а в Японии показала не очень хороший прокат, заняв лишь 12-е, последнее, место. На чемпионате России 2009 года стала третьей. Так как занявшие первое и второе места Аделина Сотникова и Елизавета Туктамышева не могли участвовать в международных соревнованиях из-за возрастных ограничений ИСУ, то Катарина была включена в Российскую сборную на чемпионат Европы (всего у России на этом чемпионате было два представительства в женском одиночном катании). На дебютном чемпионате Европы показала хороший результат, став шестой. При этом Катарина была нездорова и выступала с дренажем на лице из-за гайморита. Вместе с четвёртым местом Алёны Леоновой результат Катарины дал России право выставить на чемпионат 2010 года уже трёх участниц. В конце сезона Катарина крайне неудачно выступила в составе сборной России на командном чемпионате мира, где стала последней среди двенадцати участниц.
В мае 2009 года перешла от тренеров Татьяны и Алексея Мишиных к Светлане Соколовской, которая работает в клубе ЦСКА в Москве.
Неудачно выступила на чемпионате страны 2010 года, заняла лишь 9-е место и в сборную не попала. Затем она стала второй на финале Кубка России в Твери и приняла решение перейти в парное катание. Тренируется в группе Тамары Николаевны Москвиной в Санкт-Петербурге и партнёром её стал Александр Энберт. В первом же совместном сезоне, на чемпионате России 2011 пара заняла 4-е место, опередив гораздо более скатанную и опытную пару Илюшечкина/Маисурадзе. Так как победившие на этом чемпионате Татьяна Волосожар и Максим Траньков не могли принять участия в чемпионате Европы из-за карантина партнёрши, связанного со сменой гражданства, Гербольдт и Энберт вошли в сборную на этот турнир. Там они так же стали 4-ми.
В 2012 году Катарина получила серьёзную травму на тренировке. Из-за этого пара снялась с этапов Гран-при и пропустила все соревнования первой половины сезона 2012—2013, включая чемпионат России.
В конце сезона 2012—2013 пара начала тренироваться под руководством Олимпийского чемпиона 1984 года Олега Васильева. Летом 2013 года прошли сборы в Италии, после чего пара представила новые программы на ежегодных контрольных прокатах в Новогорске. На чемпионате России сезона 2013—2014 Гербольдт и Энберт заняли 7 место. Последним совместным стартом для них стал Финал Кубка России в Великом Новгороде. Пара заняла второе место и по результатам сезона вошла в сборную России только в качестве запасной.
В мае 2014 года Александр Энберт перешел в группу Нины Михайловны Мозер.
Катарина находилась в поиске и пробовала кататься с разными партнерами. 12 июля 2014 года французский фигурист Бриан Жубер и Катарина Гербольдт официально объявили о создании новой русско-французской пары. Впоследствии планы фигуриста изменились в пользу участия в ряде коммерческих проектов и шоу. Пара приняла решение кататься вместе только в шоу олимпийского чемпиона Евгения Плющенко «Снежный Король». Катарина в течение года искала подходящего партнера для продолжения спортивной карьеры, но в августе 2015 года приняла решение заверишь любительскую спортивную карьеру и попробовать себя в роли тренера.

## Программы

### В парном катании

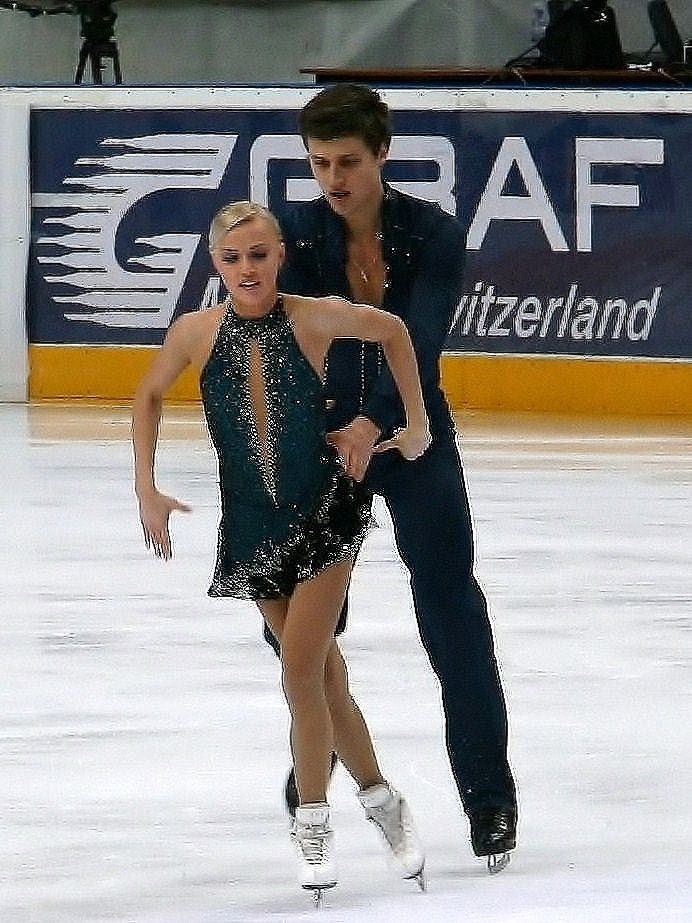
Гербольдт и Энберт на своём первом международном турнире «Cup of Russia» в 2010 году

(с Б.Жубером)
| Сезон     | Короткая программа | Произвольная программа | Показательные выступления |
| 2014—2015 |                    |                        |                           |
| --------- | ------------------ | ---------------------- | ------------------------- |

(с А.Энбертом)
| Сезон     | Короткая программа      | Произвольная программа             | Показательные выступления                                   |
| --------- | ----------------------- | ---------------------------------- | ----------------------------------------------------------- |
| 2011—2012 | Mambo                   | «Шербурские зонтики» Мишель Легран | «Для неё» Зара                                              |
| 2010—2011 | «Waltz Medley» Liberace | «Rhapsody in Rock» Роберт Уэллс    | «I Hate You, Then I Love You» Селин Дион и Лучано Паваротти |

### В одиночном катании
| Сезон     | Короткая программа                                  | Произвольная программа              |
| --------- | --------------------------------------------------- | ----------------------------------- |
| 2009—2010 | «Fanatico» Ари Закарян и Эдвин Мартон               | «Infiltrado» Palio                  |
| 2008—2009 | Саундтрек к фильму «Семь лет в Тибете» Джон Уильямс | «Кармен» Жорж Бизе                  |
| 2007—2008 |                                                     | Шехерезада Николай Римский-Корсаков |

## Спортивные достижения

### Парное катание
(с А.Энбертом)
| Соревнования/Сезон            | 2010—2011 | 2011—2012 | 2013—2014 |
| ----------------------------- | --------- | --------- | --------- |
| Чемпионаты Европы             | 4         |           |           |
| Чемпионаты России             | 4         | 4         | 7         |
| Этапы Гран-при: Cup of Russia | 4         | 5         |           |
| Coupe Internationale de Nice  | 1         | 2         |           |

### Результаты в одиночном катании
| Соревнования/Сезон              | 2004—2005 | 2005—2006 | 2006—2007 | 2007—2008 | 2008—2009 | 2009—2010 |
| ------------------------------- | --------- | --------- | --------- | --------- | --------- | --------- |
| Чемпионаты мира                 |           | 26        |           |           |           |           |
| Чемпионаты Европы               |           |           |           |           | 6         |           |
| Чемпионаты мира среди юниоров   |           | 10        |           | 9         |           |           |
| Чемпионаты России               | 15        | 5         | 12        | 4         | 3         | 9         |
| Чемпионаты России среди юниоров |           |           | 9         | 1         |           |           |
| Этапы Гран-при: NHK Trophy      |           |           |           |           | 12        |           |
| Этапы Гран-при: Cup of Russia   |           |           |           | 10        |           | 10        |
| Турниры «Finlandia Trophy»      |           |           |           |           | 9         | 6         |
| Золотой конёк Загреба           |           |           |           | 3         | WD        | 3         |
| Зимние Универсиады              |           |           | 11        |           | 5         |           |
| Командный чемпионат мира        |           |           |           |           | 12/5*     |           |
| Турнир «Triglav Trophy»         | 2J        |           |           |           |           |           |
| NRW Trophy                      |           |           |           |           |           | 2         |

J = юниорский уровень; WD = снялась с соревнований

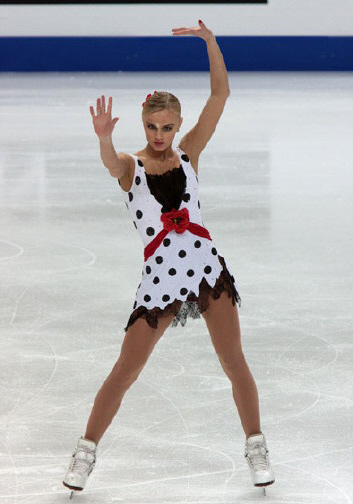
Гербольдт в качестве одиночницы на чемпионате Европы-2009.

- * — место в личном зачете/командное место